# Biełgorodzka policja miejska
Biełgorodzka policja miejska (ros. Белгородская городская полиция) – kolaboracyjna pomocnicza formacja policyjna w okupowanym Biełgorodzie podczas II wojny światowej

## Historia
Po zajęciu Biełgorodu przez wojska niemieckie 25 października 1941 r., NIemcy rozpoczęli tworzenie okupacyjnych organów władzy. W listopadzie tego roku sformowano policję miejską, która była całkowicie podporządkowana niemieckiemu komendantowi ortskomendantury. Na jej czele stanął Siemion Bielanow (Bielan), b. pracownik fabryki oleju. Liczebność policji wynosiła 70-100 osób. Zarząd policji dzielił się na 9 oddziałów, na czele których stali naczelnicy. Funkcje poszczególnych oddziałów nie są znane. Miasto podzielone było na 5 odcinków policyjnych, którymi kierowali inspektorzy (naczelnicy), mający swoich zastępców. Podlegała im grupa szeregowych policjantów. Inspektorzy działali w ścisłym kontakcie z podległymi starostami ulic. Oprócz dbania o porządek publiczny i walki z przestępczością pospolitą w postaci zabójstw, grabieży, spekulacji, czy produkowaniem samogonu zadaniami policji były zwalczanie partyzantów, komunistów, komsomolców, aktywistów sowieckich i wszelkiego rodzaju konspiratorów, ochrona aresztów, konwojowanie aresztowanych, towarzyszenie niemieckim śledczym przy przesłuchaniach. Zgodnie z zaleceniami uzyskanymi od Niemców za partyzantów uważano osoby mające broń i materiały wojenne, osoby zajmujące się sabotażem, osoby słuchające sowieckich audycji radiowych, osoby otrzymujące tajne informacje przez radiostacje, osoby prowadzące sowiecką propagandę, osoby poruszające się po drogach bez dokumentów i spadochroniarzy w ubraniu cywilnym. W przypadku aresztowania takiej osoby przez policję była ona przekazywana Geheime Feldpolizei, żandarmerii polowej lub ortskomendanturze. Wyrok wydawał komendant wojskowy miasta lub komendant ortskomendantury. Policjanci często byli kierowani do wykonania kary śmierci – rozstrzelenia lub powieszenia. Policja prowadziła ponadto spis mieszkańców okupowanego miasta. Poszczególni inspektorzy policyjni spisywali ludność zamieszkującą i przebywającą w podległym im okręgach z wydzieleniem b. działaczy partyjnych. Było to związane z kierowaniem mieszkańców na roboty przymusowe w Niemczech. W początkowym okresie okupacji zarząd policji mieścił się w gmachu urzędu miejskiego na ulicy Budionnego, ale już po 2-3 tygodniach przeniesiono go do 2-piętrowego domu na ulicy Pionierskiej. Na drugim piętrze funkcjonowała niemiecka ortskomendantura. Po odwołania z Biełgorodu pierwszego komendanta ortskomendantury w maju 1942 r., doszło w czerwcu/lipcu tego roku do reorganizacji policji miejskiej. Jego następca przeniósł siedzibę ortskomendantury do gmachu komendantury wojskowej, a następnie podzielił policję na 2 formacje: żandarmerię pomocniczą na czele z S. Bielanowem (Bielanem), podlegającą bezpośrednio ortskomendanturze i policję cywilną na czele z represjonowanym w latach 30. Grigorijem J. Uszakowem podległą urzędowi miejskiemu. Funkcję jego zastępcy pełnił Grigorij I. Fiodorowski. Obie formacje zakończyły swoją działalność 9 lutego 1943 r., kiedy Biełgorod został odzyskany przez Armię Czerwoną.